# Sierzno
Sierzno (deutsch Zerrin) ist ein Dorf im Verwaltungsbezirk Gmina Bytów (Stadt-und-Landgemeinde Bütow) im Powiat Bytowski (Bütower Kreis) der polnischen Woiwodschaft Pommern.

## Geographische Lage
Das Dorf liegt in Hinterpommern, etwa sechs Kilometer südsüdwestlich von Bütow und drei Kilometer südöstlich von Niezabyszewo (Damsdorf).

## Geschichte
Im Jahr 1780 hatte das Amtsdorf Zerrin des königlichen Amts Bütow außer einem Vorwerk einen Freischulzenhof, neun Bauernstellen, zwei Kossäten, einen lutherischen Schulmeister, eine Schmiede, einen Krug, zwei Freischulzenkaten und 19 Feuerstellen (Haushaltungen). Das ‚ritterfreie‘ Vorwerk Zerrin hatte eine Flächengröße von 457 Morgen und 30 Quadratruten sowie die Hand- und Spanndienste von sieben Bauern und zwei Kossäten aus Zerrin. Nachdem das Vorwerk, ein ehemaliges Erbpachtgut ohne Rittergutsqualität, 1809 verkauft worden war, fanden im 19. Jahrhundert mehrfach Besitzerwechsel statt; 1856 kaufte es Carl Fouquet, dessen Familie es noch 1892 besaß.
Am 1. April 1927 hatte der fiskalische Forstgutsbezirk Zerrin eine Flächengröße von 3493 Hektar, und am 16. Juni 1925 hatte der Forstgutsbezirk 101 Einwohner. Mit Wirkung vom 1. Januar 1929 wurde der Forstgutsbezirk Zerrin teilweise in die Landgemeinde Zerrin eingegliedert.
Anfang der 1930er Jahre hatte die Landgemeinde Zerrin eine Flächengröße von 25,3 km². Innerhalb der Gemeindegrenzen standen insgesamt 56 bewohnte Wohnhäuser an zehn verschiedenen Wohnstätten:
1. Forsthaus Fuchskamp
2. Forsthaus Seehorst
3. Forsthaus Zerrin
4. Hilfsförstergehöft Zerrin
5. Karlshof
6. Oberförstereigehöft Zerrin
7. Vorwerk Zerrin
8. Zerrin
9. Zerrinerheide
10. Ziegelei Wilhelmshof

Im Jahr 1925 wurden 542 Einwohner gezählt, 523 Einwohner im Jahr 1933 und 454 im Jahr 1939. Um 1935 hatte Zerrin unter anderem einen Gasthof, eine Niederlassung des Spar- und Darlehnskassenvereins, ein Elektrizitätswerk, eine Schmiede und eine Ziegelei.
Bis 1945 bildete Zerrin eine Landgemeinde im Landkreis Bütow im Regierungsbezirk Köslin der preußischen Provinz Pommern des Deutschen Reichs. Die Gemeinde Zerrin war dem Amtsbezirk Damsdorf zugeordnet.
Vor Ende des Zweiten Weltkriegs wurde Zerrin Anfang März 1945 von der Roten Armee besetzt. Bald darauf wurde Zerrin zusammen mit ganz Hinterpommern von der Sowjetunion der Volksrepublik Polen zur Verwaltung überlassen. Danach kamen Polen in das Dorf, die die einheimischen Dorfbewohner aus ihren Häusern und Wohnungen drängten. Für Zerrin wurde die polonisierte Ortsbezeichnung ‚Sierzno‘ eingeführt. In der Folgezeit wurden die einheimischen Dorfbewohner von der polnischen Administration aus Zerrin vertrieben.

## Kirche

### Kirchspiel bis 1945
Die bis 1945 hier lebenden einheimischen Dorfbewohner gehörten mehrheitlich der evangelischen Konfession an. Unter den 542 Einwohnern des Jahres 1925 befanden sich 381 Evangelische und 153 Katholiken. Das evangelische Kirchspiel war in Bütow.
Das katholische Kirchspiel war in Damsdorf.

### Polnisches Kirchspiel seit 1945
Die seit 1945 und Vertreibung der einheimischen Dorfbewohner anwesende polnische Einwohnerschaft ist größtenteils katholisch.

## Söhne und Töchter des Orts
- Paul Grawitz (1850–1932), deutscher Pathologe